# Chen (cantante)
Chen (첸?, ChenLR, Ch'enMR), pseudonimo di Kim Jong-dae (김종대?, 金鐘大?, Gim Jong-daeLR, Kim ChongtaeMR; Daedeok-gu, 21 settembre 1992), è un cantante sudcoreano.
È membro del gruppo musicale EXO e contemporaneamente della sua subunità Exo-CBX. Inoltre è attivo nel progetto SM the Ballad dal 2014.

## Discografia

### Da solista
- 2019 – April, and a Flower
- 2019 – Dear My Dear
- 2022 – Last Scene
- 2023 – Polaris
- 2024 – Door

Singoli
- 2019 – Beautiful Goodbye
- 2019 – Flower
- 2019 – Shall We?
- 2019 – My Dear
- 2019 – Amaranth
- 2020 – Hello

Collaborazioni e colonne sonore
- 2012 – Dear My Family (con SM Family)
- 2014 – A Day Without You (con Jonghyun per SM the Ballad Vol.2 l: Breath)
- 2014 – When I Was... When U Were (with Krystal per SM the Ballad Vol.2)
- 2014 – Breath (con Zhang Liyin per SM the Ballad Vol.2)
- 2014 – Up Rising
- 2014 – The Best Luck (per il drama It’s Okay, That’s Love)
- 2015 – Thought I Loved You (per 2015 Gayo)
- 2016 – Lil’ Something (con Heize e Vibe)
- 2016 – Years (con Alesso)
- 2016 – Everytime (con Punch per il drama Descendants of the Sun)
- 2016 – If I Love Again (con Chanyeol per il drama Two Yoo Project: Sugar Man)
- 2016 – Beautiful Accident (con Suho per il drama Beautiful Accident)
- 2017 – I’m Not Okay (per il drama Missing 9)
- 2017 – Nosedive (con Dynamic Duo)
- 2017 – Bye Babe (con 10 cm)
- 2017 – Dear My Family (2017 ver.) (con SM Family)
- 2018 – Cherry Blossom Love Song (per il drama 100 Days My Prince)
- 2019 – Make It Count (per il drama Touch Your Heart)
- 2019 – Rainfall (per il drama Chief of Staff)
- 2019 – Beautiful (per il drama Heart)
- 2019 – May We Bye (con OnseStar)
- 2019 – Love (con Ailee)
- 2020 – You (con Dynamic Duo)
- 2020 – Your Moonlight (per il drama Do You Like Brahms?)
- 2022 – An Unfamiliar Day (per il drama Doctor Lawyer)
- 2022 – Heaven For You (per il drama The First Responders)
- 2023 – Bloom (con Yang Hee Eun)

## Filmografia

### Televisione
- Uri yeopjib-e Exoga sanda (우리 옆집에 EXO가 산다?) – serie TV, episodi 4, 9, 15 (2015)
- King of Mask Singer (미스터리 음악쇼 복면가왕) - programma televisivo, episodi 21-22 (2015)
- Travel Without Manager (매.떠.여) - programma televisivo (2016)

### Film
- I AM., regia di Choi Jin-seong (2012)

- SMTown: The Stage (SMTOWN THE STAGE), regia di Bae Sung-sang (2015)